# Fayga Ostrower
Fayga Perla Ostrower (Lodz, 14 de setembro de 1920 — Rio de Janeiro, 13 de setembro de 2001) foi uma artista plástica brasileira nascida na Polônia. Atuou como gravadora, pintora, desenhista, ilustradora, teórica da arte e professora. Gravadora de arte abstrata internacionalmente reconhecida, em 1958, na Itália, foi premiada na edição XXIX, da Bienal de Veneza.

## Biografia
De família judia, Fayga Perla Krakowski viveu em Wuppertal, Alemanha quando mudou-se para a Bélgica devido à ditadura nazista na Alemanha e então emigrou para o Brasil em 1934. Casou-se em 1941 com o historiador Heinz Ostrower, com quem teve dois filhos, Carl Robert e Anna Leonor (Noni).
No início de sua carreira foi premiada com uma Menção Honrrosa em Pintura, no Salão Paulista de Belas Artes, São Paulo em 1943; naquele ano também participaram do Salão Georgina de Albuquerque e Zezé Botelho Egas.
Cursou Artes Gráficas na Fundação Getúlio Vargas, em 1947, onde estudou xilogravura com o austríaco Axl Leskoscheck e gravura em metal com Carlos Oswald, entre outros. Em 1955, viajou por um ano para Nova York com uma Bolsa de estudos da Fundação Fulbright.
A obra de Paul Cezanne exerceu grande fascínio e contribuiu para adotar o estilo abstrato, causando reação dos críticos e colegas.
Realizou diversas exposições individuais e coletivas no Brasil e no exterior. Seus trabalhos se encontram nos principais museus brasileiros, da Europa e das Américas. Recebeu numerosos prêmios, entre os quais, o Grande Prêmio Nacional de Gravura da Bienal de São Paulo (1957) e o Grande Prêmio Internacional de Gravura da XXIX Bienal de Veneza (1958); nos anos seguintes, o Grande Prêmio nas bienais de Florença, Buenos Aires, México, Venezuela e outros. Em 1969, ganha o Prêmio de Gravura na I Trienal Internacional de Xilogravura Contemporânea, em Capri, Itália. 

## Docência
Entre os anos de 1954 e 1970, desenvolveu atividades docentes na disciplina de Composição e Análise Crítica no Museu de Arte Moderna do Rio de Janeiro.
No decorrer da década de 1960, lecionou no Spellman College, em Atlanta, EUA; na Slade School da Universidade de Londres, Inglaterra, e, posteriormente, como professora de pós-graduação, em várias universidades brasileiras. Durante estes anos desenvolveu também cursos para operários e centros comunitários, visando a divulgação da arte. Proferiu palestras em inúmeras universidades e instituições culturais no Brasil e no exterior.
Anna Bella Geiger e Lygia Pape foram alguns dos alunos de Fayga que se destacaram na carreira artística.

## Cargos
- Presidente da Associação Brasileira de Artes Plásticas entre 1963 e 1966.
- Presidente da Comissão brasileira da International Society of Education through Art, INSEA, da Unesco de 1978 a 1982
- Membro honorário da Academia de Arte e Desenho de Florença.
- Membro do Conselho Estadual de Cultura do Rio de Janeiro de 1982 a 1988.

## Condecorações
- Bienal de Veneza, Grande Prêmio Internacional de Gravura na XXIX edição, em 1958
- Ordem do Rio Branco em 1972
- Ordem do Mérito Cultural em 1997
- Grande Prêmio de Artes Plásticas do Ministério da Cultura em 1999

## Livros
- "Criatividade e Processos de Criação". Rio de Janeiro: Editora Vozes
- "Universos da Arte". Rio de Janeiro: Editora Campus, 1983.
- "Acasos e Criação Artística". Rio de Janeiro: Editora Campus, 1990.
- "A Sensibilidade do Intelecto". Rio de Janeiro: Editora Campus, 1998. (Prêmio Literário Jabuti, em 1999)
- "Goya, Artista Revolucionário e Humanista". São Paulo: Editora Imaginário,
- "A Grandeza Humana: Cinco Séculos, Cinco Gênios da Arte". Rio de Janeiro: Editora Campus,
- "Fayga Ostrower", Rio de Janeiro: Editora Sextante, 2001. (Biografia de Fayga Ostrower com textos de Wilson Coutinho e Lilia Sampaio).
- Álbum de gravuras de 1954 e 1966, pela Biblioteca Nacional, 1969
- Publicou também numerosos artigos e ensaios na imprensa e na mídia eletrônica.

## Coletânea
- Em 2015 foi homenageada com o livro “Fayga Ostrower”, com a curadoria de Anna Bella Geiger, é uma seleção das obras mais emblemáticas da artista no período de 1940 a 2001. Seguindo à risca o conceito que Fayga imprimiu ao seu trabalho. Fayga Ostrower  Insightnet.com.br (ed. de Setembro de 2015)

## Mostra
- A exposição Fayga Ostrower – Imaginação Tangível foi realizada em 2021 na Estação Pinacoteca, em São Paulo, reunindo 130 obras da artista. A mostra destacou a relevância de sua produção no campo da gravura e ilustração no Brasil. As obras evidenciavam o compromisso da artista com valores humanistas, refletidos numa linguagem abstrata e expressiva.[5]